# Widdebierg
Der Widdebierg (lëtzebuergesch), Widdenberg (deutsch) ist ein Berg im Gemeindegebiet von Betzdorf im östlichen Luxemburg. Mit 386 m ist er eine der höchsten Erhebungen im Kanton Grevenmacher. Der Berg liegt in der Mitte des Naturreservates Widdebierg zwischen den Orten Flaxweiler, Mensdorf und Roodt-sur-Syre.
Auf dem Widdenberg wurden zwei keltische Inschriften gefunden, die die Lokalgottheiten Veraudunus und Inciona nennen.

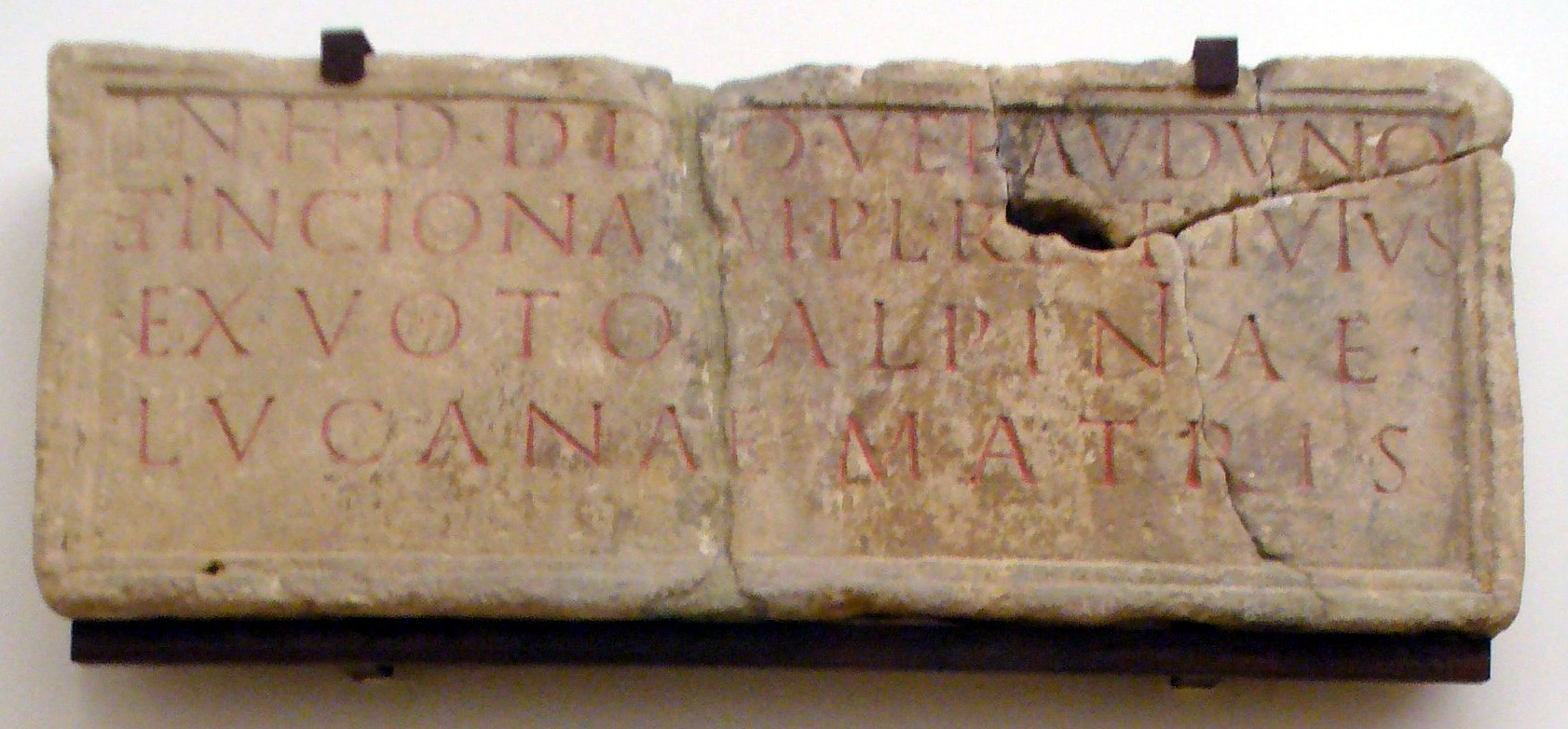
Weihetafel